# Oratorio di San Giovanni Battista (Ventimiglia)
L'oratorio di San Giovanni Battista e Santa Chiara, detto dei Bianchi, è un luogo di culto cattolico situato nel comune di Ventimiglia, in salita San Giovanni Battista, in provincia di Imperia.

## Storia e descrizione

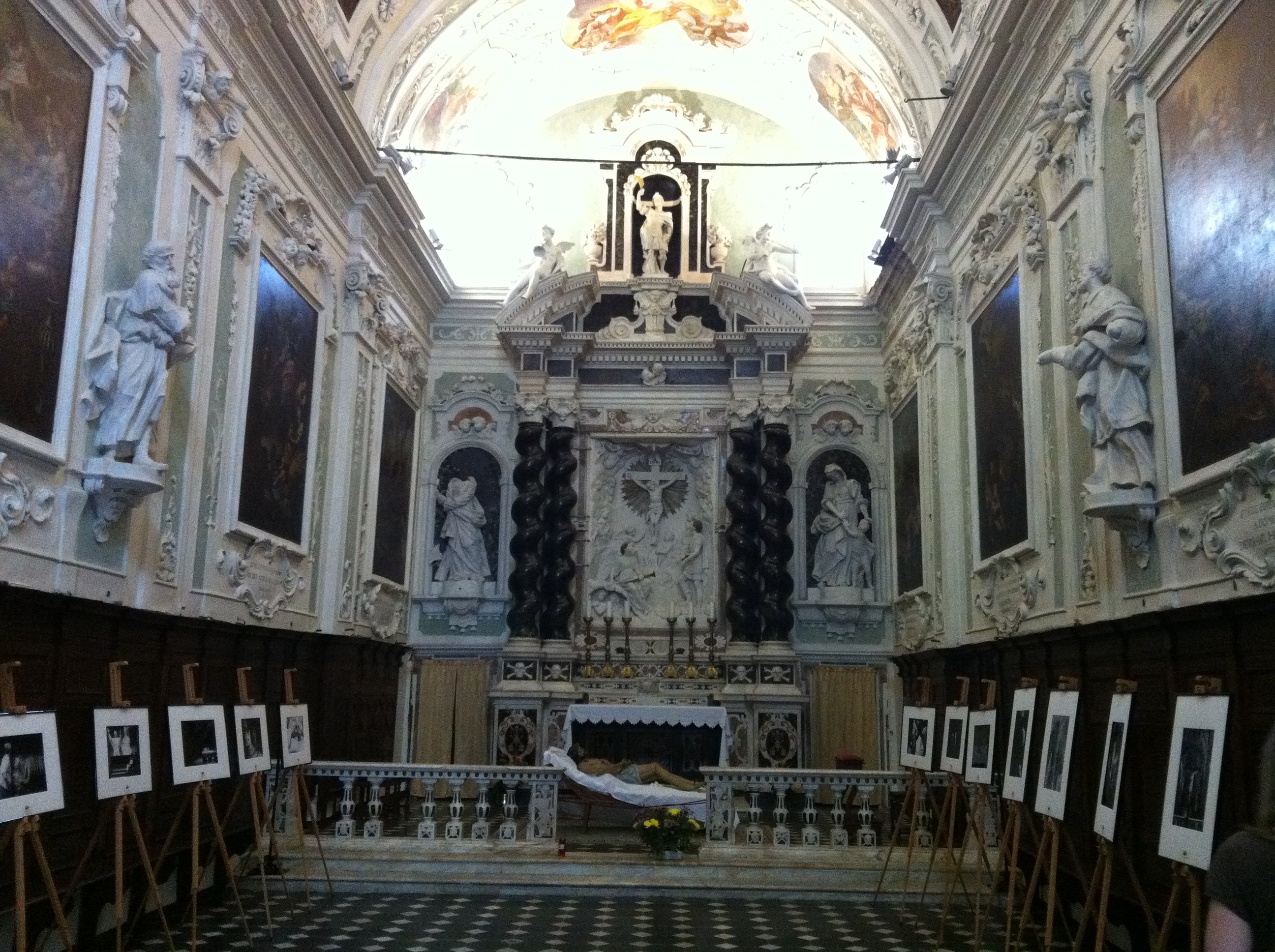
L'interno dell'oratorio

La sua costruzione fu voluta dalla confraternita dei Bianchi nel corso del XVII secolo sul sito religioso ove già esisteva una chiesa dedicata a santa Chiara d'Assisi, quest'ultima già sede della confraternita dei Disciplinati.
L'interno dell'oratorio si presenta ad unica navata, un profondo presbiterio e un arco trionfale decorato a stucco (1695).
All'esterno, ai lati della facciata, rimangono le basi di due piccoli campanili, lesionati in seguito al terremoto del 1887 e successivamente demoliti.
Nel secondo dopoguerra l'edificio, con la perdita della confraternita dei Bianchi, fu convertito in sala cinematografica e teatrale con la conseguente perdita delle decorazioni seicentesche, degli arredi e delle tele conservate. Solamente il crocifisso in legno della prima metà del Quattrocento e una tela di Giovanni Andrea De Ferrari (Battesimo di Gesù con santa Chiara, datata tra il 1633 e il 1635) sono conservati all'interno della cattedrale ventimigliese.
Nel corso degli anni dieci del duemila il sito è stato oggetto di un'opera di restauro conservativo, conclusa nel 2014, che ha riportato il seicentesco oratorio al suo originario aspetto.